# Муні Вітчер
Муні Вітчер — літературний псевдонім відомої італійської кримінальної журналістки Роберти Ріццо, яка вже 20 років веде кримінальну тему в агентстві «Espresso Publishing Group». Насамперед відома як авторка книжкової серії «Дівчинка планети Шостого Місяця», яка розповідає про пригоди дівчинки на ім'я Ніна.

## Біографія
Роберта Ріццо народилася 1957 року у Венеції.  Вже  будучи дорослою жінкою, раптом стала писати  пригодницькі  романи для дітей. Хоча до цього з 1982 по 1983 рік вона вчилася на філософа в Москві, де трудилася над дисертацією, в основу якої лягли дослідні роботи з психології Л. С. Виготського, потім викладала в початковій школі, займалася науковими дослідженнями в галузі дитячої психології та педагогіки.  Отримала вчену ступінь з філософії.
Такий досвід допоміг їй у створенні образів героїв пригодницьких романів для дітей. Під псевдонімом Муні Вітчер Роберта Ріццо опублікувала свої книги про пригоди дівчинки, яка вміє подумки літати. Сюжети цих книг про космічну дівчинку-чарівницю з російським ім'ям Ніна з'явилися зовсім не випадково. В середині шістдесятих років юна Роберта зустрілася у Венеції з Валентиною Терешкової, яка приїхала на запрошення Компартії Італії. Саме зустріч з першою жінкою-космонавтом планети Земля пробудила у неї інтерес до всього незвіданого і непізнаного, і саме образ Терешкової ліг в основу створення хороброї, чесної, красивої Ніни.

## Дівчинка планети Шостого Місяця
На створення книжкової серії «Дівчинка планети Шостого Місяця» Муні надихнула зустріч з Валентиною Терешковою. На той час авторці було 10 років. Минуло майже сорок років, і треба було майже сорок років, щоб написати історію про дівчинку, що може літати. «Бо Валентіна Терешкова навчила мене літати — літати в серці, — зізнається Вітчер, — Я думаю, що їй приємно було б це почути. Зустріч з нею справила на мене колосальний вплив, я стала по-іншому ставитися до життя, по-іншому мислити. Я пам'ятаю, що вона подарувала мені плюшевого жирафа. Це було у Венеції. Після свого польоту вона поїхала з візитами в багато країн. І була в Італії. Зустріч відбулася в готелі, в ресторані, де був офіційний прийом. Мій батько був важливим діячем Італійської комуністичної партії, тож взяв мене з собою. Перша жінка-космонавт Землі була у формі. Вона була дуже красива і дуже серйозна. Вона буквально заворожила мене. Мені здавалося неймовірним, що ця жінка літала десь поруч з Місяцем на кораблі „Восток“ дві доби і 23 години. Велика жінка XX століть поцілувала
мене в щічку, і потім я не вмивалася десь днів десять, зберігаючи дотик її губ. Для мене це було дуже важливо. У мене в будинку, в Венеції, в рамі висить її фото, яке завжди зі мною.»
У денну пору Муні пише для газет, а вночі пише книги про дівчинку Ніну. «Я шість-сім місяців думаю над сюжетом книги, потім складаю чіткий план. Де розподіляю все, як по драбинці, потім створюю картки по героям, а потім пишу саму книгу», — зізнається Муні.
Муні почала писати книги для дітей, оскільки вважає, що у цьому світі дуже багато жорстокості, до того ж її дитинство було важким. «У мене було багато проблем, і я мріяла якось ці проблеми подолати, якось відірватися від реального життя, так як дійсність була для мене занадто важка. Батьки приділяли мені мало часу, і я вирішила створити дітям кращий світ, в який вони можуть заглибитися. Я придумала дівчинку Ніну.» — розповідає Муні в інтерв'ю для «Російської газети».  «Мені дуже подобалися зірки — я любила дивитися на небо. Коли я зустріла Валентину Терешкову і батько сказав, що ця дама облетіла навколо Землі, я подумала, що людина може літати! Це так запало в мою свідомість, що психологічно я зрозуміла — літати можна не тільки на космічному кораблі. Літати можна в „своїй голові“.» — зізнається авторка.